# 本橋亜希子
本橋 亜希子（もとはし あきこ、現姓:古川、1972年5月11日 - ）は、沖縄テレビ放送報道制作局制作部副部長（2011.4着任）、元アナウンサー。

## 来歴・人物
沖縄県那覇市立首里中学校、沖縄県立首里高等学校、東洋英和女学院大学人文学部卒業後、1995年に沖縄テレビ放送入社。フジテレビ系列アナウンサー同期は、伊藤利尋、森昭一郎、菊間千乃（2007年退社）、高木広子（2011年退社）。
ガレッジセールのゴリは高校の同級生。過去にインタビューも行ったことがある。
2011年4月の異動により、アナウンス職を離れた。

## 担当

### 報道部時代
- めざましテレビ（沖縄担当キャスター 1997～2000）
- ガチャウマ!（MC 1997.11～2001.3）
- プレミア（MC 1990年代）
- OTVスーパーニュース（キャスター 2000.4～2011.2）
- はばたけ!南の群星（2000年代）
- 沖縄"旬"ダイニングシェフ・道筆博のまーさん堂（支配人 2007.10.22～2011.3.28）
- 悲しいほど海は青く～沖縄戦最後の県知事 島田叡～（ナレーション 2003.7.8）
- 第15回ヤングシナリオ大賞受賞作品“琉球偉人伝説”（出演 2003.10.25）
- 第14回FNSドキュメンタリー大賞特別賞“むかし　むかし　この島で”（ナレーション 2005.10.31）

### 制作部時代
- 学びEye!（民教協番組）
  - 沖縄のおばあちゃんの手料理～長寿と世界遺産の今帰仁村から～（ディレクター　2011.7.31）[3]
  - 久米島の笑顔フード（ディレクター 2012.7.15）[4]
- 沖縄県地産地消シンポジウム2012（コーディネーター　2012.12.7 沖縄かりゆしアーバンリゾート・ナハ）
- 日本のチカラ（民教協番組）
  - 沖縄の赤瓦を暮らしに～父と子の挑戦～（ディレクター 2015.11.15）[5]
  - 廃校×人×食育=あいあいファーム（ディレクター 2016.12.4）[6]
  - 小さな店の大きな役割～国頭村奥共同店～（ディレクター 2018.1.20）[7]
- 首里城うむいの燈（ディレクター 2021.10.31）[8]
- ドキュメント九州「ゴージャス里枝が行く!」（プロデューサー 2022.9.17）[9]
- 郷土劇場
- くらしと経済
- Dokyoハブストーリー〜沖縄同郷物語〜（プロデューサー 2023.1.23 - ）[2]